# Фітоценологічні принципи Жаккара
Фітоценологічні принципи Жаккара — встановлені женевським ботаніком Полем Жаккаром такі екологічні закономірності:
- видове багатство території прямо пропорційне різноманітності її екологічних умов;
- екологічна різноманітність (залежна від умов біотопу — температури, клімату, ґрунту, рельєфу і т. д.) зростає одночасно з розширенням площі і зменшується в міру збільшення однорідності останньої, за винятком екстремальних показників температури, аридності або концентрації солей.

Сформульовані Жаккаром у 1901 році (за іншими джерелами — у 1928 році).

## Ресурси Інтернету
- Дедю И. И. Экологический энциклопедический словарь. — Кишинев, 1989 [Архівовано 24 жовтня 2016 у Wayback Machine.]
- Англо-русский биологический словарь (online версия) [Архівовано 6 листопада 2016 у Wayback Machine.]
- Англо-русский научный словарь (online версия) [Архівовано 21 жовтня 2016 у Wayback Machine.]